# Лиття в кокіль

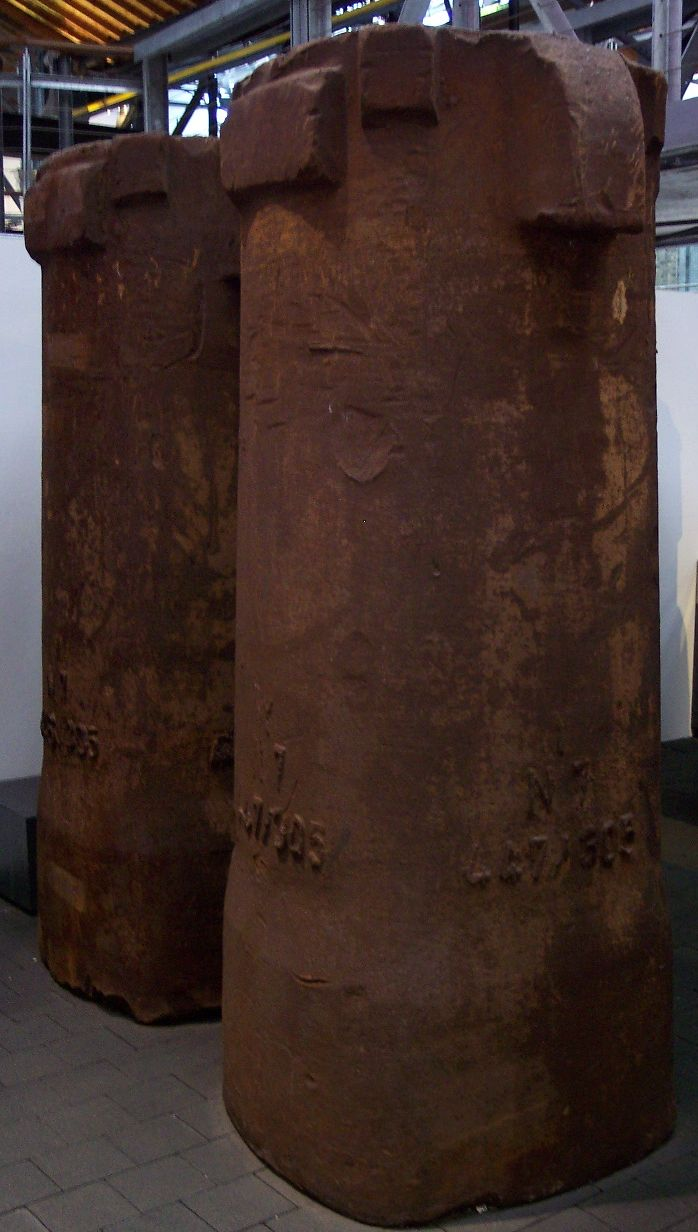
Кокіль

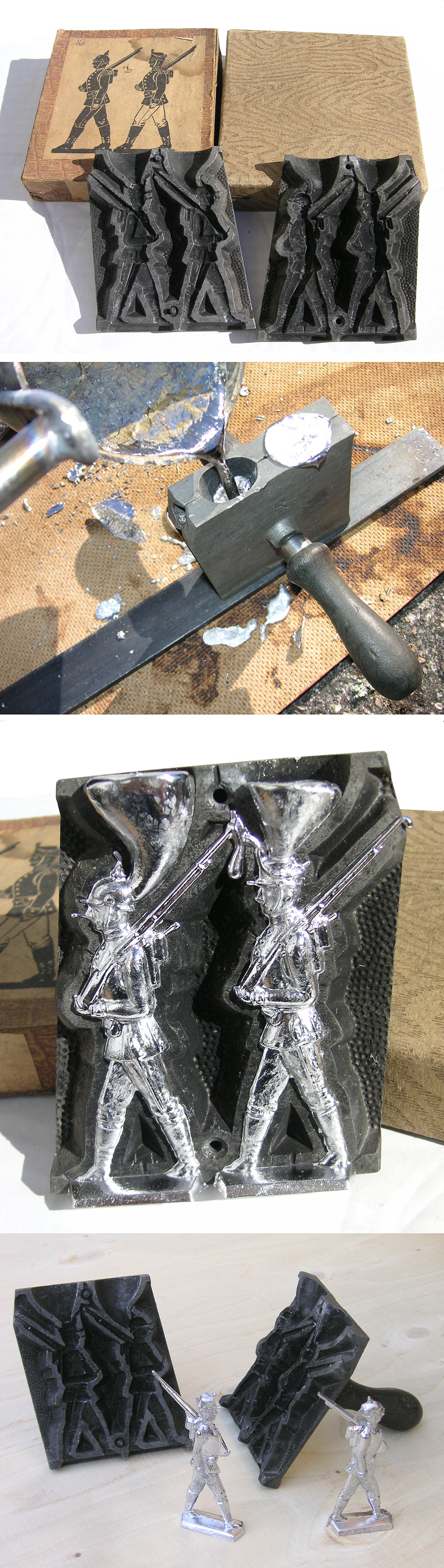
Приклади лиття в кокіль олова

Кокільне лиття — спосіб отримання відливок, який здійснюється вільним (гравітаційним) заливанням постійних чавунних або сталевих форм — кокілів. 

## Загальний опис
Звичайно кокіль складається з двох частин, які з'єднанні у горизонтальній або вертикальній площині. Металева форма має велику стійкість, що дозволяє за допомогою однієї форми виготовити від декількох сотень відливок до декількох десятків тисяч. Спосіб використовується для виготовлення відливок невеликої маси й простої конфігурації.
Для відливки чавуну та сталі застосовують при цьому піщані стрижні, а для відливки алюмінієвих та магнієвих сплавів – металеві стрижні. При кокільному литті чавуну та сплавів кольорових металів досягають дуже точних розмірів виливок, поліпшуються механічні властивості та структура металу, але для відливання сталі кокільне лиття невигідне, бо коли виливка має складну форму, то виготовлення металевої форми дуже дороге, а кількість відливок, яку витримує форма, невелика — не більше 700, у той час, як при відливках з чавуну такі форми витримують до 5000 заливок. Форми вкривають всередині тонким шаром вогнетривкого облицювання, щоб запобігти відбілюванню чавуну; перед заливанням їх підігрівають до 300°C.

## Конструктивні особливості кокілю
Кокіль для простих відливок виготовляють з двох рознімних частин, що відповідають верхній і нижній півформам, при литті у піщані форми. Для складних виливків форму виготовляють з декількох рознімних частин. Найпоширенішими є кокілі з вертикальним роз'ємом, з горизонтальним роз'ємом і нерознімні (витрушувані). Нерознімні кокілі застосовують для виливків, що мають зовнішні обриси без частин, що виступають.
Кокілі можуть виготовлятись литтям, методом порошкової металургії, різанням тощо.
Видалення газу з робочої порожнини кокілю, під час заливання металу, здійснюється через випори й газовідвідні канали по роз'єму форми. Газовідвідні канали також виконують і у стінках робочих порожнин форми.
Для отримання отворів і порожнин у виливках застосовують піщані й металеві стержні.

## Матеріали для лиття
Виливки при литті у кокіль виготовляють зі сталі, чавуну та сплавів кольорових металів. Види та марки сплавів:
- алюмінієві сплави: АЛ2, АЛ4, АЛ9, АК12, АК9, АК7;
- магнієві сплави: МЛ5, МЛ6, МЛ12, МЛ10;
- сплави міді: латуні ЛС59-1Л, ЛК80-30;
- чавуни;
- сталі: 20Л, 25Л, 35Л, 45Л та деякі леговані: 110Г13Л, 5ХНВЛ.

## Технологія лиття у кокіль
Для запобігання фізико-хімічній взаємодії розплавленого металу з формою на попередньо підігріту до 100…150 °C робочу поверхню кокілю рівномірним шаром наносять вогнетривке покриття (пилоподібний кварц, мелений шамот, графіт, вогнетривка глина, крейда, тальк і сполучна речовина, якою найчастіше є рідке скло). Порожнини ливникової системи також покривають спеціальною обмазкою, щоб збільшити термічний опір стінки кокілю й запобігти надмірному охолодженню металу при русі у каналах ливникової системи.
При складанні кокілів у певній послідовності встановлюють стержні, перевіряють точність їх установки й закріплення, з'єднують половини кокілю і скріплюють їх.
З метою підвищення заповнюваності форми розплавом і тим самим поліпшення якості виливків, кокілі нагрівають до оптимальної (для кожного сплав своєї) температури в межах 115…475 °C. Підведення металу в кокілі здійснюється згори, знизу (сифоном) або збоку через щілинні живильники. Заливання металу здійснюють розливним ковшем або автоматичним заливальним пристроєм.
Виливки охолоджують до температури вибивання, 0,6…0,8 від температури солідуса сплаву, і виймають або виштовхують з кокілю. Після цього виливки обрубують, очищають і, у разі потреби, піддають термічній обробці.
Лиття металів під тиском може розглядатись як різновид кокільного лиття, але у цьому випадку метал у форму подається під тиском 1...5 МПа. Спосіб відрізняється високою точністю і застосовується для лиття кольорових металів і їх сплавів.

## Переваги
Спосіб лиття в кокіль має низку переваг перед литтям в піщані форми:
- металева форма є багаторазовою і витримує від декількох сотень до десятків тисяч заливок залежно від сплаву, що заливається у формі;
- виливки, отримані в кокілі, мають високу точність розмірів та високу чистоту поверхні, що вимагає меншого припуску на механічну обробку;
- структура металу виливки виходить дрібнозернистою, внаслідок чого підвищується її механічні властивості;
- усувається потреба у формувальній суміші;
- поліпшуються техніко-економічні показники виробництва та його екологічність.

## Недоліки
До недоліків способу відносяться:
- висока трудомісткість виготовлення кокілю;
- велика вартість виготовлення форми;
- підвищена теплопровідність форми, що може привести до зниження заповнюваності форми розплавленим металом внаслідок швидкої втрати ним рідкоплинності;
- можливе отримання поверхневого відбілювання (утворення цементиту Fe3C) у чавунних виливок, що ускладнює їх механічну обробку.